# Михайлов Полом
Михайлов Полом — деревня в Тонкинском районе Нижегородской области. Входит в сельское поселение Пакалевский сельсовет.

## География
Находится на расстоянии примерно 32 километра по прямой на запад-юго-запад от районного центра поселка Тонкино.

## История
В 1870 году было учтено дворов 5 и жителей 33, в 1916 году учтено дворов 30 и жителей 162, был развит лесной и плотницкий промысел. В период коллективизации был создан колхоз «Согласие».

## Население
Постоянное население  составляло 22 человека (русские 86%) в 2002 году, 7 в 2010 .